# Шершнев, Александр Александрович
Александр Александрович Ше́ршнев (? — 1959) — советский теплоэнергетик, конструктор.

## Биография
Инженер ЦКТИ (Ленинград). 
В 1930-х годах разработал вихревую топку, в которой сжигание фрезерного торфа производилось без предварительной подсушки и размола. Получила название «топки Шершнева».
Кандидат технических наук.
Автор книги: Пневматические топки [Текст] : производственное издание / А. А. Шершнев. — Ленинград ; Москва : Госэнергоиздат, 1949. — 67 с. : ил.

## Награды и премии
- Сталинская премия третьей степени (1946) — за создание паровых котлов для сжигания фрезерного торфа